# Зражевский, Владимир Григорьевич
Владимир Григорьевич Зражевский (1867 — после 1921) — военный инженер-механик, участник русско-японской войны, генерал-майор.

## Биография
Родился 12 марта 1867 года[по какому календарю?] в семье военного моряка — капитана Корпуса флотских штурманов.
В 1888 году окончил механическое отделение Технического училища Морского ведомства в Кронштадте и произведён в младшие инженер-механики.
С 1893 по 1903 годы служил в Сибирской флотилии: младшим механиком мореходной канонерской лодки «Манджур» (1893—1894), судовым механиком миноносцев «Янчихэ» (1894—1895) и «Борго» (1895), механиком транспорта «Камчадал» (1897—1898).
12 февраля 1899 года был назначен старшим судовым механиком канонерской лодки «Кореец». В 1900 году, в составе международной эскадры на канонерской лодке принимал участие в подавлении восстания «боксёров». За участие в штурме фортов Таку был награждён орденом Святого Владимира 4-й степени с мечами и бантом, а в 1901 году — французским орденом Почётного легиона Кавалерского креста и японским орденом Священного Сокровища 4-й степени.
6 декабря 1902 года был произведён в старшие инженер-механики.
В январе 1903 года назначен старшим судовым механиком миноносца «Резвый».
С 26 октября 1903 года по 20 декабря 1904 года служил старшим судовым механиком эскадренного броненосца «Севастополь».
Участник русско-японской войны, обороны Порт-Артура. За бой у Порт-Артура 26-27 января 1904 года был награждён орденом Святого Станислава 2-й степени с мечами, За участие в обороне Порт-Артура был награждён орденом Святой Анны 2-й степени с мечами и золотым оружием «За храбрость». Отказался идти в плен к японцам. 20 марта 1905 года вернулся в Санкт-Петербург.
В 1906 году — судовой механик эскадренного броненосца «Ростислав».
3 сентября 1906 года назначен наблюдающим за постройкой механизмов броненосца «Евстафий», а с 1910 по 1912 годы служил старшим судовым механиком на этом линкоре.
7 ноября 1912 года, после длительных судебных разбирательств в связи с обвинениями во взяточничестве и вымогательстве уволен в отставку с производством в генерал-майоры.
После отставки проживал в Севастополе.
Зарегистрирован как бывший белый офицер 25 марта 1921 г.

## Награды
- Орден Святого Станислава 3-й ст (6.12.1899)
- Орден Святого Владимира 4-й ст. с мечами и бантом (27.09.1900)
- Орден Святого Станислава 2-й ст. с мечами (10.05.1904)
- Орден Святой Анны 2-й ст. с мечами (18.12.1905)
- Золотая сабля с надписью «За храбрость» (07.08.1906).
- Серебряная медаль «В память царствования императора Александра III» (1896)

Иностранные:
- Орден Почетного легиона Кавалерского креста (1901, Франция)
- Орден Священного Сокровища 4-й ст. (1901, Япония)

## Семья
- Брат — Зражевский Иван Григорьевич (1859—1925), контр-адмирал[2].